# In Old California (pel·lícula de 1910)

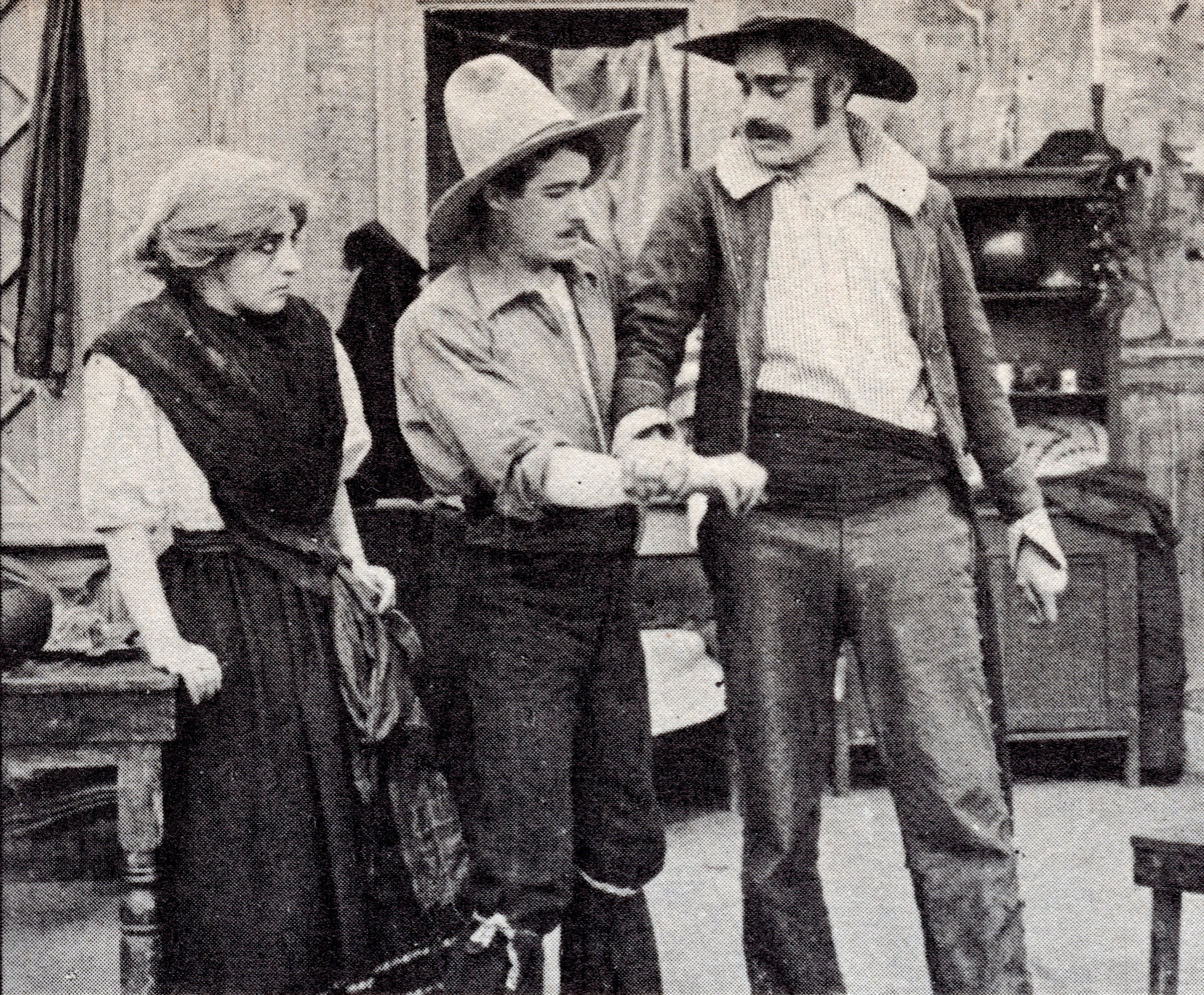
Marion Leonard, Henry B. Walthall i Arthur Johnson en un fotograma de la pel·lícula

In Old California és una pel·lícula muda dirigida per D. W. Griffith i estrenada el 10 de març de 1910. Va ser la primera pel·lícula en rodar-se completament a Hollywood.

## Argument
L'acció se situa a Califòrnia abans de la seva independència de Mèxic el 1822. José Manuella és un jove ric i prestigiós. Ell estima Perdita Arguello, però descobreix que està enamorada de Pedro Cortés, un cantant del poble molt atractiu que totes les noies del poble van al darrere. Perdita es casa amb Cortés. Passen 20 anys i Cortés s'ha convertit en una persona depravada que gasta en alcohol el diner que ella guanya. Tenen un fill de 19 anys i ella vol que escapi de la influència del pare. Per tant, quan José és nomenat governador de Califòrnia, li demana que protegeixi el seu fill. José l'accepta com a guàrdia de palau. El noi, però, és com el seu pare, veu i roba els seus companys.
Un dia, Perdita, veient-se en el seu llit de mort, escriu José demanant-li de poder veure el seu fill abans de morir. Mentre llegeix la carta, el noi es descobert de nou robant. Tot i això, José fa vestir el fill com un heroi amb moltes medalles i l'acompanyaa a veure la seva mare. Un cop ella mor, José ordena que li arranquin les medalles i l'envia a la presó.

## Repartiment
- Frank Powell (José Manuella)
- Marion Leonard (Perdita Arguello)
- Arthur V. Johnson (Pedro Cortés)
- Henry B. Walthall (fill de Cortés)
- Charles Craig
- Mack Sennett
- Francis J. Grandon
- W. Chrystie Miller
- Anthony O$Sullivan
- Alfred Paget
- Charles West

## Producció
El 19 de gener de 1910 va arribar a Califòrnia una companyia d'actors encapçalada pel director Griffith, enviada per la Biograph. Es va establir el quarter general a Los Angeles on havien construït un laboratori de revelat. La Biograph segui l'exemple de Selig i de la New York Motion Picture Company (Bison) que ja s'hi havien traslladat per aprofitar el clima i la llum. Griffith va acabar allà primerament les darreres escenes per “Newlyweds” (1910). La següent pel·lícula va ser “In Old California”, que es va rodar enterament a Hollywood i que per tant constitueix la primera pel·lícula rodada allà.